# Pouteria brevensis
Pouteria brevensis  é um espécie de árvore nativa e endêmica do Brasil da família Sapotaceae. 

## Ocorrência
Somente na Região Norte no estado do Pará na floresta amazônica em Floresta de Várzea e Floresta Estacional Perenifólia.